# کریستین فورست
کریستین فورست (انگلیسی: Christiane Fürst؛ زادهٔ ۲۹ مارس ۱۹۸۵) بازیکن والیبال اهل آلمان عضو تیم ملی والیبال زنان آلمان و باشگاه اجزاجی‌باشی هولدینگ است. کریستین از ستارههای تیم ملی آلمان به شمار می‌رود و در المپیک ۲۰۰۴ نیز در ترکیب ثابت ژرمن‌ها حضور داشت. دو نقره و یک برنز قهرمانی اروپا و برنز جام بزرگ قهرمانان ۲۰۰۹ از دست‌آوردهای فورست در رده ملی است. ر رده باشگاهی نیز با برگامو به قهرمانی لیگ قهرمانان اروپا دست یافت و در سال ۲۰۱۳ و ۲۰۱۳ نیز با واکیف بانک و فنرباغچه قهرمان قهرمانی باشگاه‌های جهان شد. فورست در قهرمانی جهان ۲۰۰۶ و ۲۰۱۰ نیز به عنوان بهترین مدافع روی تور انتخاب شد.

## باشگاه‌ها
- درسدنر (۱۹۹۵–۲۰۰۷)
- اسکاوولینی پسارو (۲۰۰۷–۲۰۰۹)
- برگامو (۲۰۰۹–۲۰۱۰)
- فنرباغچه (۲۰۱۰–۲۰۱۱)
- واکیف بانک (۲۰۱۱–۲۰۱۴)
- اجزاجی‌باشی هولدینگ (۲۰۱۴-)